# Napier Sturt (3e baron Alington)
Napier George Henry Sturt, 3e baron Alington, né à Londres le 4 novembre 1896 et mort au Caire le 16 septembre 1940, est un noble britannique.

## Biographie
Il est le quatrième des cinq enfants, et le deuxième fils, de Humphrey Sturt, alors député conservateur de Dorset–est à la Chambre des communes. Il fait ses études au collège d'Eton, et en 1915 s'inscrit comme étudiant au collège Christ Church de l'université d'Oxford. Il rejoint toutefois les forces armées britanniques, et devient capitaine dans la Royal Air Force durant la Première Guerre mondiale. Son unique frère, le capitaine Gerard Sturt, meurt à la guerre le 11 novembre 1918, le jour de l'armistice,,.
À la mort de son père en juillet 1919, Napier Sturt hérite du titre de baron Alington, créé en 1876 pour son grand-père Henry Sturt, député conservateur à la Chambre des communes. Ce titre lui confère un siège à la Chambre des lords. Après une liaison dans les années 1920 avec l'actrice américaine Tallulah Bankhead, qui refuse sa demande en mariage, il épouse en 1928 Mary Ashley-Cooper, fille du 9e comte de Shaftesbury. Leur unique enfant, elle aussi prénommée Mary, naît l'année suivante,,.
En 1940 il est intégré au service administratif de la Royal Air Force, avec le grade de pilot officer, et posté au Caire. Il y meurt d'une pneumonie en septembre. Puisqu'il n'a pas d'héritier de sexe masculin (ni fils, ni frère, ni oncle), son titre de baron s'éteint avec lui. Il est l'un des cinquante-six parlementaires britanniques morts à la Seconde Guerre mondiale et commémorés par un vitrail au palais de Westminster,,,.